# 布鲁诺·马什卡雷尼亚什
布鲁诺·马什卡雷尼亚什（葡萄牙語：Bruno Mascarenhas，1981年7月16日—），意大利男子赛艇运动员。他曾代表意大利参加2004年和2008年夏季奥林匹克运动会赛艇比赛，其中在2004年奥运会获得一枚铜牌。